# Закон о национальном сопротивлении
Закон о национальном сопротивлении (укр. Закон України № 1702—ІХ про основи національного спротиву) —  закон Украины об основах национального сопротивления. 
Закон вступил в силу с 1 августа 2021 года и вводится в действие с 1 января 2022 года.

## История
25 мая 2021 года Владимир Зеленский предложил создать «национальное сопротивление» для повышения обороноспособности и увеличить численность ВСУ. Верховная Рада поддержала в первом чтении законопроект президента Украины Владимира Зеленского «О национальном сопротивлении» и одобрила законопроект численности военнослужащих украинской армии на 11 тысяч человек. 16 июля Верховная Рада одобрила закон о национальном сопротивлении.
29 июля Президент Украины Владимир Зеленский в ходе поездки в Житомирскую область подписал закон «Об основах национального сопротивления». Закон предусматривает мероприятия по сопротивлению «как на территории Украины, так и на неподконтрольных территориях», а также закон об увеличении численности ВСУ на 4,4 процента — с 250 до 261 тысячи человек. Документ гласит, что национальное сопротивление является составляющей комплексной обороны Украины. Целью документа является максимальное привлечение граждан к действиям по обеспечению военной безопасности, суверенитета и территориальной целостности Украины. Территориальная оборона, движение сопротивления и подготовка граждан к национальному сопротивлению являются составляющими национального сопротивления. 31 июля в официальной газете Верховной Рады «Голос Украины» был опубликован закон об основах национального сопротивления.
Предполагается, что Украина сможет отказаться от обязательного военного призыва к 2023 году, а это в свою очередь позволит приблизиться к реализации стандартов НАТО.
Общее руководство национальным сопротивлением осуществляет президент, а территориальной обороной — главнокомандующий ВСУ посредством командующего Силами территориальной обороны ВСУ.